# Kyselina 2-hydroxyethyltereftalová
Kyselina 2-hydroxyethyltereftalová je organická sloučenina se vzorcem HOC2H4O2CC6H4CO2H, monoester kyseliny tereftalové a ethylenglykolu. Jedná se o prekurzor polymeru polyethylentereftalátu (PET). Tato kyselina je bezbarvou pevnou látkou, rozpustnou ve vodě a v polárních organických rozpouštědlech. Při pH blízko neutrálnímu se mění na 2-hydroxyethyltereftalátový anion, HOC2H4O2CC6H4CO2−.

## Výskyt a reakce
Kyselina 2-hydroxyethyltereftalová je meziproduktem výroby i hydrolýzy PET. Vzniká kondenzační reakcí kyseliny tereftalové s ethylenglykolem:
HOC2H4OH + HO2CC6H4CO2H → HOC2H4O2CC6H4CO2H + H2O
Dalšími obdobnými reakcemi kyseliny  2-hydroxyethyltereftalové se vytváří PET.
Tato kyselina se také tvoří při částečné hydrolýze PET, katalyzované enzymem PETázou:
H[O2CC6H4CO2C2H4]nOH + n−1 H2O → n HO2CC6H4CO2C2H4OH